# Анн Альваро
Анн Альваро (фр. Anne Alvaro, справжнє ім'я — Дані Барбара Одетта Артеро (фр. Dany Barbara Odette Artero); нар. 29 жовтня 1951, Оран, Алжир) — французька акторка. Дворазова лауреатка французької національної кінопремії «Сезар» як найкраща акторка другого плану .

## Біографія
Анн Альваро народилася 29 жовтня 1951 року в місті Орані, Алжир, після чого у віці трьох переїхала разом з батьками у Францію. Там вона у віці 10 років поступила в консерваторію міста Кретей, в якому майбутня акторка і провела своє дитинство.
З кінця 1960-х років Анн Альваро працює в театрі, після чого починає зніматися в кіно. Першою її великою кінороботою стала роль Елеонори Дюпле в біографічному фільмі режисера Анджея Вайди «Дантон» (1982). Знімаючись в кіно, Анн Альваро грає в театрі. У 2009 році вона отримала театральну Премію Мольєра за роль у виставі «Гертруда (крик)» за п'єсою Говарда Баркера.
За свою акторську майстерність в кіно акторка отримала престижну французьку кінопремію «Сезар» («На чужий смак», 1992) і ще одну таку ж за «Шурхіт кубиків льоду» (2012). Одна з найвідоміших стрічок за участю Альваро — «Скафандр і метелик» (2007) Джуліана Шнабеля.

## Фільмографія (вибіркова)
| Рік  |    | Українська назва                | Оригінальна назва                | Роль                       |
| ---- | -- | ------------------------------- | -------------------------------- | -------------------------- |
| 1983 | ф  | Дантон                          | Danton                           | Елеонора Дюпле             |
| 1983 | ф  | Ява тіней                       | La java des ombres               | Марія                      |
| 1983 | ф  | Місто піратів                   | La ville des pirates             | Ісідора                    |
| 1983 | ф  | Береніс                         | Bérénice                         | Береніс                    |
| 1984 | ф  | Точка сходу                     | Point de fuite                   |                            |
| 1985 | ф  | Дієта без хліба                 | Régime sans pain                 | Алюетт                     |
| 1985 | ф  | Обличчя собаки                  | Visage de chien                  | Монік, колишня жінка Дені  |
| 1986 | кф | Зробити свято                   | Faire la fête                    |                            |
| 1986 | ф  | У дзеркалі                      | Dans un miroir                   |                            |
| 1988 | ф  | Світло озера                    | La lumière du lac                | мадам Паллаші              |
| 1990 | ф  | Лицарі круглого столу           | Les chevaliers de la table ronde | мати Ланцелота             |
| 1993 | ф  | Розрив(и)                       | Rupture(s)                       |                            |
| 1993 | кф | Неприступний погляд             | Une vue imprenable               |                            |
| 1994 | тф | Жуль                            | Jules                            | Жудіт                      |
| 1996 | ф  | Крик шовку                      | Le cri de la soie                | Роземонда Бурель           |
| 1998 | ф  | Змія з'їла жабу                 | Le serpent a mangé la grenouille |                            |
| 1999 | ф  | Смерть за смерть!               | À mort la mort!                  | Флоренс                    |
| 2000 | ф  | На чужий смак                   | Le goût des autres               | Клара Дево                 |
| 2003 | тф | Держава                         | La chose publique                | Юлія                       |
| 2005 | с  | Спіраль                         | Engrenages                       | Ізабель                    |
| 2006 | тф | Сартр, роки пристрастей         | Sartre, l'âge des passions       | Симона де Бовуар           |
| 2007 | ф  | Тваринна частина                | La part animale                  | Бріжит Шомі                |
| 2007 | ф  | Скафандр і метелик              | Le scaphandre et le papillon     | Бетті                      |
| 2007 | ф  | І нехай усе танцює!             | Faut que ça danse!               | Марі-Елен                  |
| 2008 | с  | Скальп                          | Scalp                            | психолог Рафаеля           |
| 2008 | ф  | Офіс Бога                       | Les bureaux de Dieu              | доктор Маріанна            |
| 2010 | ф  | Шурхіт кубиків льоду            | Le bruit des glaçons             | Луїза                      |
| 2012 | ф  | Камілла роздвоюється            | Camille redouble                 | вчителька англійської мови |
| 2013 | ф  | Одного прекрасного дня          | Un giorno devi andare            | Анна                       |
| 2013 | ф  | Останнє кохання містера Моргана | Mr. Morgan's Last Love           | мадам Лері                 |
| 2013 | ф  | Ів Сен-Лоран                    | Yves Saint Laurent               | Марі-Луїза Буську          |
| 2014 | кф | Людина, яка втратила голову     | L'homme qui avait perdu la tête  | Маріель                    |
| 2015 | ф  | Дурниці                         | Les bêtises                      | Еліза Бурдіні              |
| 2015 | тф | Втрачені роки                   | Les années perdues               | Катрін Лоне                |
| 2016 | тф | Вкрадені немовлята              | Bébés Volés                      | Кармен                     |
| 2017 | ф  | Шукайте жінку                   | Cherchez la femme!               | Мітра Ягмайян              |

## Визнання
| Нагороди та номінації Анн Альваро | Нагороди та номінації Анн Альваро | Нагороди та номінації Анн Альваро | Нагороди та номінації Анн Альваро |
| Рік                               | Категорія                         | Фільм                             | Результат                         |
| --------------------------------- | --------------------------------- | --------------------------------- | --------------------------------- |
| Премія «Сезар»                    |                                   |                                   |                                   |
| 2001                              | Найкраща акторка другого плану    | На чужий смак                     | Перемога                          |
| 2011                              | Найкраща акторка другого плану    | Шурхіт кубиків льоду              | Перемога                          |